# Awaai
Awaai is een bestuurslaag in het regentschap Gunungsitoli van de provincie Noord-Sumatra, Indonesië. Awaai telt 1000 inwoners (volkstelling 2010).